# تدبير فقد السمع
يعتمد العلاج على السبب المحدد (إذا كان معروفًا) ومدى الفقد ونوعه وتوزيعه. معظم حالات فقد السمع ناتجة عن التقدم في العمر والتعرض للضوضاء، وهي تقدمية ولا رجعة فيها. لا توجد حاليًا علاجات معتمدة أو موصى بها لاستعادة السمع؛ إذ تُقارب الحالة عادةً باستخدام أجهزة السمع. يمكن علاج أنواع محدودة من فقد السمع جراحيًا، بينما في حالات أخرى يركز العلاج على معالجة الأسباب الكامنة، لكن أي فقدان سمع ناتج قد يكون دائمًا.

## الاعتبارات الصحية العامة
يكتسب تدبير فقد السمع لدى كبار السن اهتمامًا متخصصًا متزايدًا، مع اعتبار «الصحة السمعية» مجالًا معترفًا به ضمن الصحة العامة لدعم الشيخوخة الصحية. أظهرت العديد من دراسات الصحة العامة وجود علاقة بين فقد السمع غير المُعالج لدى كبار السن (مثل عدم استخدام أجهزة السمع أو استراتيجيات أخرى) وحالات مثل الاكتئاب وانخفاض الإدراك والخرف.ومع ذلك، تقدم هذه الدراسات معرفة غير كاملة عن هذه العلاقات لذا يجب تفسير النتائج بحذر كونه لا يوجد دليل حاليًا على أن إحدى الحالات تسبب الأخرى.
يمكن تفسير الأدلة الحالية بشكل أكثر دقة على أنها توفر أساسًا علميًا للحاجة إلى دعم وإجراء المزيد من الدراسات المتنوعة لفك الارتباط الدقيق بين حالات مثل الخرف وفقد السمع. أظهر تدبير فقد السمع عبر استراتيجيات متنوعة فوائد كبيرة في تحسين جودة الحياة والتواصل والرفاهية النفسية والاجتماعية، لكن معظم هذه الدراسات لا تعكس التغيرات الديموغرافية ضمن السكان في الولايات المتحدة. كشفت مراجعة منهجية للأدبيات العلمية أن العرق/الإثنية والجنس لم يُمثَّلا بشكل كافٍ في العديد من التجارب السريرية، بل ولم يُتتبَعا في بعض الحالات كمُتغيرات مشاركة.

## أجهزة السمع
أجهزة السمع هي أجهزة تعمل على تحسين وضوح الأصوات البيئية وفهم الكلام للمستخدمين الذين يعانون من فقد السمع. تُضخم هذه الأجهزة الاهتزازات الصوتية المنتقلة عبر الهواء، مما يساعد المستخدم على متابعة الأصوات والمحادثات حوله بشكل أفضل. أظهرت الدراسات أن أجهزة السمع تُفيد البالغين ذوي الفقد السمعي الخفيف إلى المتوسط في المواقف اليومية الشائعة، وقد تساهم في تحسينات ملحوظة في الرفاهية الجسدية والاجتماعية والعاطفية والعقلية. رغم هذه الفوائد، يظل استخدام أجهزة السمع منخفضًا بين كبار السن في الولايات المتحدة، حيث أفادت دراسة وطنية أن أقل من 20% من المصابين بفقد السمع يستخدمونها.��علاوة على ذلك، فإن 40% من البالغين الذين يمتلكون أجهزة سمع لا يستخدمونها بشكل كامل أو لا يستفيدون منها بالكفاءة المطلوبة. تساهم عدة عوامل في انخفاض معدل الاستخدام، مثل عدم رضا المستخدمين عن جودة أداء الجهاز (مثل تضخيم الضوضاء الخلفية بدلًا من الأصوات المرغوبة)، ومشاكل تتعلق بالراحة أو العناية بالجهاز أو صيانته، واعتبارات جمالية، وصعوبات في الوصول إلى الرعاية اللازمة، وعوامل مالية تشمل التحديات المتعلقة بالتكلفة، وعوامل مثبطة أخرى مرتبطة بالتفضيلات الشخصية.
لا توجد أدلة كافية على أن التدخلات لتشجيع الاستخدام المنتظم لأجهزة السمع (مثل تحسين المعلومات المقدمة حول كيفية استخدامها) تزيد ساعات الاستخدام اليومية، كما لا يوجد حاليًا مجموعة مقبولة من المؤشرات لقياس نجاح هذا النوع من التدخلات.

### تغطية برنامج ميديكير الأمريكي
تُقتنى أجهزة السمع تقليديًا عبر مختصين مرخصين في الرعاية السمعية مثل أخصائيي السمعيات أو فنيي أجهزة السمع، في عيادات أو متاجر متخصصة بالولايات المتحدة. لا تغطي سياسات برنامج ميديكير التقليدي تكلفة أجهزة السمع المُقتناة عبر المختصين أو الخدمات التأهيلية المرتبطة بها. كما أن التغطية تشمل فقط فحوصات السمع ذات الصلة الطبية، ولا تشمل تكاليف الفحوصات المُجراة لغرض تركيب أجهزة السمع. تقدم بعض خطط «ميديكير أدڤانتج» التكميلية تغطية محدودة، لكن تحليلًا عام 2016 لاستبيان ميديكير الحالي للمستفيدين (MCBS) كشف أن 75% من الخدمات السمعية دُفعت من الجيب.

### أجهزة السمع اللاسلكية
يتكون الجهاز اللاسلكي من مكونين رئيسيين: مرسل ومستقبل. يُرسل المرسل الصوت المُلتقط، بينما يكشف المستقبل عن الصوت المُبث ويسمح بتوصيله بأجهزة مثل السماعات السمعية أو أنظمة الترجمة النصية.
الأنواع الرئيسية للأنظمة اللاسلكية الشائعة تشمل أنظمة إف إم (FM)، والحلقة السمعية الحثية، وأنظمة الأشعة تحت الحمراء آي آر (IR). لكل نظام مزايا محددة. تعمل أنظمة إف إم بالبطارية أو بالكهرباء وتُنتج إشارة صوتية تماثلية عالية الدقة، كما أنها صغيرة الحجم مما يُسهل استخدامها أثناء التنقل. تتيح الحلقة السمعية الحثية للمستخدم الاستغناء عن حمل المستقبل إذا كان يمتلك سماعة أذن أو معالج قوقعة مزود بملف حثي «تيلكويل»، بينما يحتاج الآخرون إلى حمل مستقبل مع سماعة أذن. كما هو الحال مع أنظمة إف إم، يتطلب نظام الأشعة تحت الحمراء آي آر أيضًا من المستمع ارتداء أو حمل المستقبل. تتمثل ميزة أنظمة الأشعة تحت الحمراء اللاسلكية في عدم إمكانية التنصت على المحادثات من الغرف المجاورة، مما يجعلها مفيدة في المواقف التي تتطلب خصوصية وسرية. هنالك طريقة أخرى لضمان السرية، وذلك عبر استخدام مُضخم سلكي يحتوي على ميكروفون أو متصل به، ولا ينقل أي إشارة خارج سماعة الأذن الموصولة مباشرة به.

### أجهزة السمع المتاحة دون وصفة طبية
ساهمت المخاوف المتزايدة حول إمكانية الوصول إلى الرعاية السمعية وتحمل تكاليفها، بما في ذلك أجهزة السمع، في الولايات المتحدة في نشر تقرير إجماع خبراء يوصي بإدخال إجراءات تشريعية. أحد هذه السياسات التشريعية هو «قانون أجهزة السمع المتاحة دون وصفة طبية لعام 2017»، الذي أجبر إدارة الغذاء والدواء (FDA) على إنشاء فئة جديدة من التقنيات لتسهيل تنظيم الأجهزة التي يمكن للجميع شراؤها مباشرة. كان الموعد النهائي الأصلي للتشريع ثلاث سنوات (18 أغسطس 2020) لتنفيذ الإجراءات الجديدة، لكن الأولويات المتضاربة بسبب استجابة جائحة كوفيد-19 أدت إلى تأخير التقدم وفقًا للتقارير.

### تقنيات مُوجهة مباشرة للمستهلك
توجد أدلة متزايدة حول فوائد بعض التقنيات المُوجهة مباشرة للمستهلك التي تُسمى أحيانًا «منتجات تضخيم الصوت الشخصية «(PSAPs) كبديل لأجهزة السمع التقليدية المُقتناة عبر مختصين مرخصين. تتراوح الخيارات من أجهزة صغيرة تُلبس على مستوى الأذن تشبه بعض أنواع أجهزة السمع، إلى أنواع أكبر «تُلبس على الجسم» ويتم التحكم فيها يدويًا، والتي قد تكون أكثر ملاءمة للأفراد ذوي القيود الجسدية المحددة.

### تقنيات تعتمد على الهواتف الذكية والأجهزة اللوحية
يواصل الابتكار في التقنيات الاستهلاكية تقديم خيارات وصول أوسع عبر التطبيقات وميزات نظام التشغيل المدمجة التي قد يستكشفها ذوو فقد السمع لدعم التواصل الفعال. على سبيل المثال، يمكن استخدام تطبيقات تحويل الكلام إلى نص لتوليد ترجمات نصية حية أثناء التواجد في بيئات أو مواقف سمعية صعبة. تتوفر أيضًا تطبيقات توفر تضخيمًا إضافيًا يمكن للمستخدمين تنزيلها.